# Primaire productie (ecologie)
Primaire productie is de aanmaak van organische verbindingen door producenten, middels fotosynthese of chemosynthese.

## Producenten
In een ecosysteem zijn de autotrofe organismen de producenten. Planten, algen en sommige bacteriën gebruiken via fotosynthese een fractie van de zonne-energie om ADP (adenosinedifosfaat) om te zetten in ATP (adenosinetrifosfaat). ATP is een vorm van chemische energie, die in de cel gebruikt kan worden voor de productie van suikers, aminozuren en eiwitten. 
Sommige bacteriën maken met behulp van chemosynthese gebruik van energie uit gereduceerde anorganische verbindingen om ADP om te zetten in ATP. Dit is de bruto primaire productie (BPP). 

## Bruto en netto productie
Door autotrofe organismen wordt een gedeelte van de bruto primaire productie zelf opnieuw verbruikt voor hun eigen ademhaling en stofwisseling. 
Wat overblijft stapelt het organisme op in de vorm van biomassa, wat zich uit in groei en ontwikkeling. De toename in biomassa is de netto primaire productie (NPP). Alle biomassa bij de consumenten en de reducenten komt rechtstreeks (consumenten eerste orde) of via een omweg (consumenten hogere orde) van deze netto primaire productie.
De netto primaire productie van een ecosysteem kan worden vastgesteld door de toename van de totale biomassa van autotrofen in dat ecosysteem te meten.